# Strobilanthes kingdonii
Strobilanthes kingdonii är en akantusväxtart som beskrevs av John Richard Ironside Wood. Strobilanthes kingdonii ingår i släktet Strobilanthes och familjen akantusväxter. Inga underarter finns listade i Catalogue of Life.